# Radu Klapper
Radu Klapper (în ebraică ראדו קלאפר, n. 14 septembrie 1937, București – d. 30 octombrie 2006, Tel Aviv) a fost un poet și scriitor româno-israelian, critic de arte și de dans, evreu originar din România

## Biografie

### Anii timpurii
Radu Klapper s-a născut la București într-o atmosferă familială poliglotă. În casă se vorbea germana și română. În copilărie, în anii persecuțiilor antisemite din anii 1940-1944, a frecventat o grădiniță evreiască, în care se vorbea limba franceză, de a cărei uz și literatură a rămas legat întreaga sa viață. Ulterior Klapper a obținut licența în biblioteconomie și filologie și al doilea titlu în critica și istoria literaturii la Universitatea din București. După terminarea studiilor a scris și publicat poezii în limba română și a lucrat ca critic de cultură și artă în presa românească.

### Emigrarea în Israel
După emigrarea sa în Israel în 1976, Klapper a învățat limba ebraică la un „ulpan” și s-a stabilit la Tel Aviv. A publicat articole de critică de balet și teatru în publicații în limbi străine din Israel și din străinătate, ca de exemplu „Dance in Israel” și „La Saison de la Dance”, și, de asemenea, a publicat versuri în diverse reviste și antologii de poezii în limba română.

### Bibliotecar și critic de artă
În anul 1993 Klapper a fost numit director al Bibliotecii israeliene de dans din centrul „Beit Ariela” în Tel Aviv. În anii in care a condus-o, această bibliotecă a devenit un centru însemnat în viața profesională a balerinilor și a specialiștilor în dans și arte, care s-au folosit de erudiția lui Klapper în numeroase domenii - dans, teatru, poezie și literatură în general. Klapper a ținut prelegeri pentru publicul larg despre dans și balet în cadrul centrului Beit Ariela.

### Autor, scriitor
Din copilărie Klapper a fost un admirator al creațiilor literare ale lui Rainer Maria Rilke, Arthur Rimbaud, Federico Garcia Lorca, Marcel Proust, Tudor Arghezi și Ion Barbu.
În anul 1998 Klapper a publicat primul său volum de versuri în limba ebraică Tzaadim shel tzvi (Pași de antilopă). În 2003 i-a urmat un nou volum Shirim asurim (Poezii interzise), precum și un volum de proză intitulat Yehudim beal korham (Evrei fără voie), toate în editura „Shufra” a poetului și scriitorului Ilan Sheinfeld.
Poezia ebraică a lui Klapper („de o certă originalitate” după opinia lui Nicolae Balotă) este foarte senzuală, fiind influențată de poezia europeană și creând o sinteză cu peisajul și cu trăirile  din Israel. Ea se ocupă de viața de zi de zi și de momentele de har și de durere pe care aceasta le prilejuiește, de dificultățile limbii ebraice și dialogul cu ea și pe de alta parte examinează cu o privire senzuală frumusețea masculină și dragostea homosexuală cu tânjirile ei adesea neîmplinite.
Cartea sa din 2003, Evrei fără voie, este un voiaj în șapte capitole, ca cele șapte zile ale Facerii lumii, în care autorul caută parcursul unor evrei care și-au pierdut identitatea națională și religioasă, au uitat-o sau s-au înstrăinat de ea, sau au reprimat-o în adâncurile subconștientului. Nicolae Steinhardt, Bruno Bettelheim, Simone Signoret, Romain Gary, Barbara, fii ai familiei Camondo, toți aceștia și alții sunt stațiuni în calea lui Klapper spre deslușirea enigmei evreității, cea publică și cea ascunsă.
Klapper a murit la Tel Aviv în 2006. A fost înmormântat la cimitirul Yarkon.

## Premii și distincții
- Premiul Beniamin Fundoianu al Asociației Scriitorilor Israelieni de limbă română [3]